# Fusheng, Zhejiang
Fusheng (kinesiska: 富盛, 富盛镇) är en köpinghuvudort i Kina. Den ligger i provinsen Zhejiang, i den östra delen av landet, omkring 62 kilometer sydost om provinshuvudstaden Hangzhou. Antalet invånare är 19 012. Befolkningen består av 9 845 kvinnor och 9 167 män. Barn under 15 år utgör 12,0 %, vuxna 15-64 år 71 %, och äldre över 65 år 15,0 %.
Runt Fusheng är det tätbefolkat, med 790 invånare per kvadratkilometer. Närmaste större samhälle är Shangyu, 15,6 km öster om Fusheng. Trakten runt Fusheng består till största delen av jordbruksmark.
Genomsnittlig årsnederbörd är 2 022 millimeter. Den regnigaste månaden är juni, med i genomsnitt 356 mm nederbörd, och den torraste är januari, med 72 mm nederbörd.